# بلازموبارا أوبدوسنز
بلازموبارا أوبدوسنز Plasmopara obducens هو نوع من الفطريات البيضية التي تسبب مرض العفن الزغبي في نبات البلسم. تم وصفه لأول مرة على نبات Impatiens noli-tangere في ألمانيا عام 1877. من المعروف أن بلازموبارا أوبدوسنز من أصل محلي أنواع نبات Impatiens منذ القرن التاسع عشر، ولكن تفشي المرض بين الأصناف المزروعة من نبات Impatiens walleriana بدأ عام 2003 في المملكة المتحدة وفي عام 2004 في الولايات المتحدة. انتشر المرض في جميع أنحاء العالم بحلول عام 2016.

## الشكل
يبلغ متوسط حجم حاملات الجراثيم 373 (260-484) ميكرومتر، ويظهر الفرع الأول على بعد 197 (120-271) ميكرومتر. يبلغ حجم الأكياس البوغية 16 (13-18) مايكرومتر في 13 (11-16) مايكرومتر. تكون الجراثيم الساكنة كروية الشكل بقطر 28 ميكرومتر

## الأعراض
في البداية، تكون الأوراق منقطة أو صفراء. تتجعد الأوراق المصابة إلى الأسفل. غالبًا ما يوجد زغب أبيض على الجانب السفلي من الأوراق؛ وقد يتطور زغب أيضًا إلى البراعم والسيقان. في النهاية، تتساقط الأوراق من النبات ولا يتبقى سوى السيقان. في غضون أسبوع تقريبًا، تموت النباتات.

## التصنيف
قام جوزيف شروتر في الأصل بوضع النوع في جنس الصناء ولكنه نقله لاحقًا إلى جنس التسنة. يعتقد بعض المؤلفين أن تفشي I. walleriana و I. balsamina لا يحدث بسبب P. obducens ولكن بسبب نوعين جديدين P. destructor و P. velutina.

## روابط خارجية
- مرض يهدد نباتات البلسم في الحدائق؛ مما أثار دهشة العلماء والبستانيين، أن مرض العفن الزغبي الذي كان خفيفًا في السابق قد ضرب الأزهار الشعبية في 33 ولاية 20 مارس 2013 المجلد 183 #8 أخبار العلوم